# Scheiber Hugó

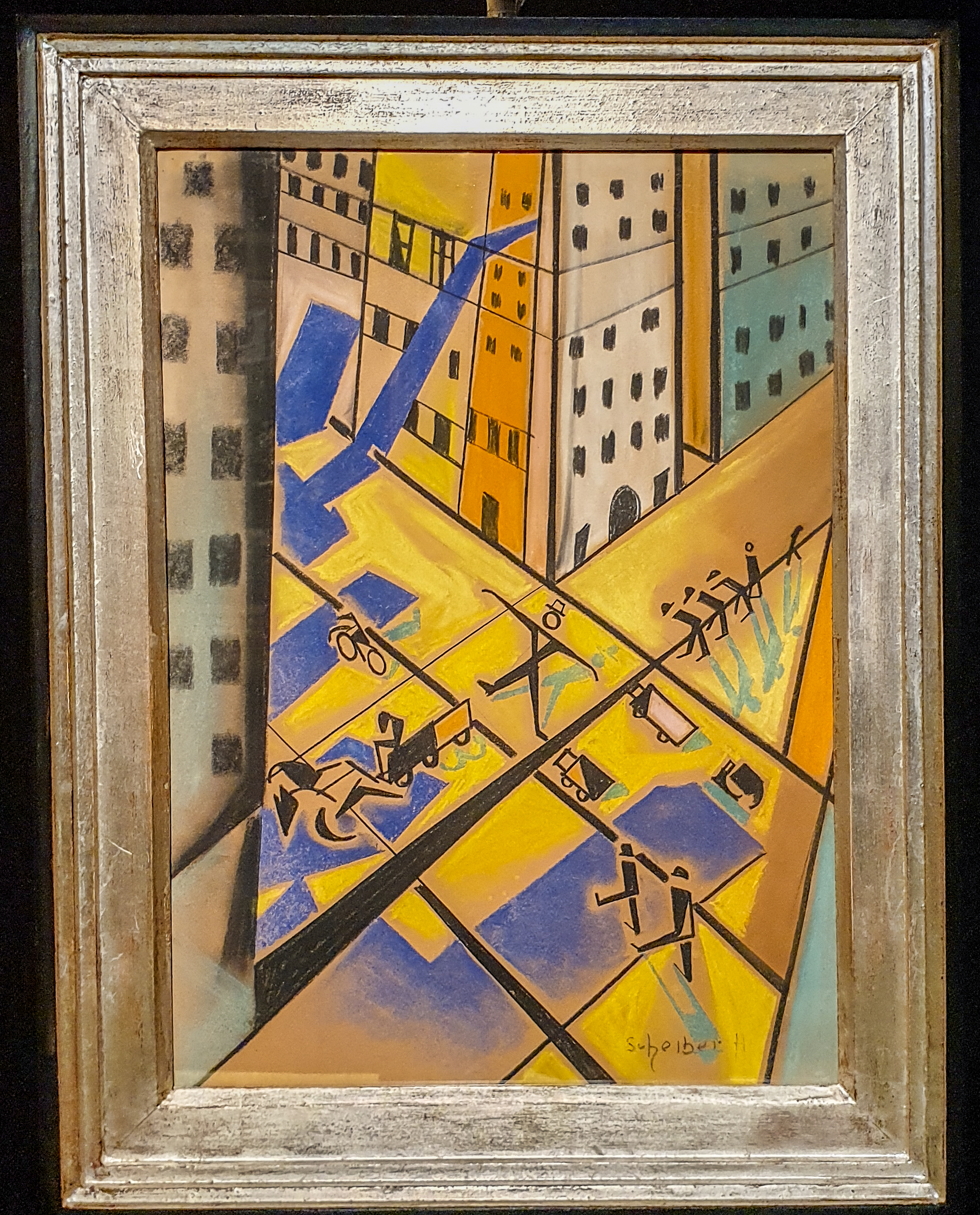
Nagyvárosi kereszteződés

Scheiber Hugó (Budapest, 1873. szeptember 29. – Budapest, 1950. március 7.) magyar festő. A 20. századi magyar avantgárd egyéni hangú, nemzetközileg is ismert képviselője, aki különösen rembrandti bőségben megfestett, ironikus látásmódot tükröző önarcképeivel írta bele magát a magyar képzőművészet történetébe.

## Élete és munkássága

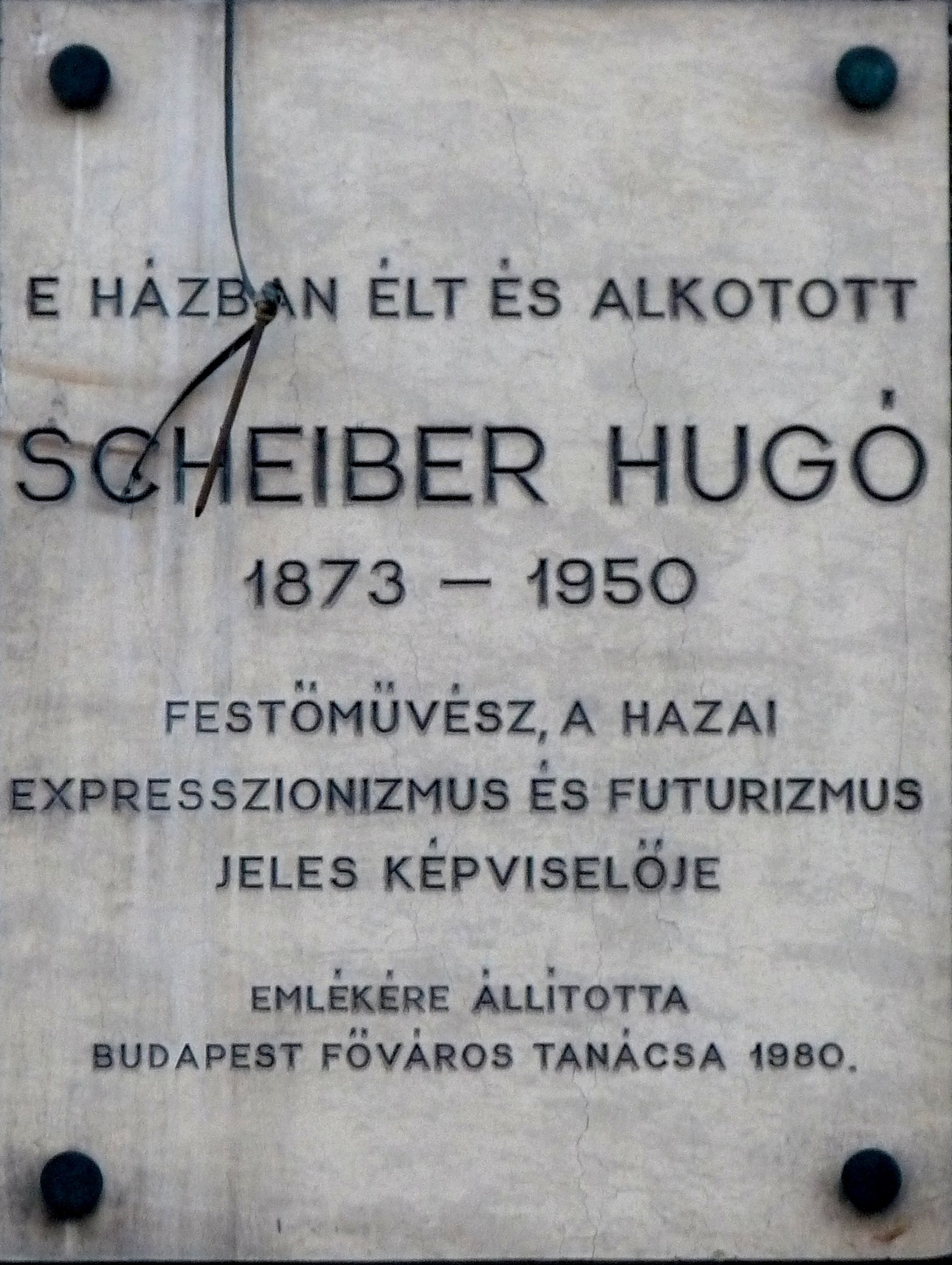
Scheiber Hugó emléktáblája a Budapest VII. kerület, Kertész utca 22. ház falán

Scheiber Sándor és Dittersdorf Borbála fia. A festészeti alapokat édesapja, a bécsi Práter díszletfestője mellett sajátította el, majd 1890-ben ő is díszletfestőként kezdett dolgozni Budapesten. 1898 és 1900 között az Iparművészeti Főiskolán képezte magát, amelyet azonban nem végzett el. Autodidakta, ösztönös tehetség volt.
1914-ig az impresszionizmus és a plein air hatásáról árulkodó táj- és életképeket, valamint portrékat festett. Az 1910-es években stílusát a német expresszionizmus befolyásolta, így alakította ki új stilizált szín- és formavilágát. Barátságot kötött Herwarth Waldennel, akinek berlini galériája, a Der Sturm éveken át kiemelt helyet biztosított Scheiber műveinek. 1921-ben első – Kádár Bélával közös – kiállítását is a berlini galériában rendezte. Az 1920-as években a világ számos helyén szerepelt képeivel. 1924-et követően az évtized végéig minden évben legalább egyszer gyűjteményes tárlattal is jelentkezhetett, az első évben például Moholy-Nagy Lászlóval, 1928-ban pedig Kurt Schwittersszel közösen. Walden a galériával azonos nevű, s legalább akkora jelentőségű művészeti folyóiratában is gyakran közölte Scheiber műveinek reprodukcióit. A német sikerek mellett ebben az időben Angliában és Amerikában is felfigyeltek rajzaira és festményeire: Londonban és New Yorkban is kiállításai nyíltak, utóbbi városban 1926-ban részt vett a Brooklyn Museum Modern Art című tárlatán, melynek jelentős szerepe volt az európai izmusok amerikai bemutatásában. 1930-ban Bécsben rendezett tárlatot. 1933-ban Filippo Tommaso Marinetti meghívására a futuristák római kiállításán is részt vett. Az 1930-as években már az art déco stílusa hatott művészetére, munkáival a modern, nagyvárosi élet esszenciáját ragadta meg.
Az állandó egzisztenciális gondokkal küszködő Scheiber bámulatosan termékeny művész volt, a leginkább temperával, akvarellel, papírra és kartonra festett műveinek számát a szakértők tízezer körülire becsülik, amelyek közül ma mintegy ezerötszázat ismernek. Rengeteg alkotása viszont máig lappang.
A gettó, a zsidóüldözés megviselte az egészségét. Amikor 1949-ben az újonnan alakult Képzőművész Szövetség nem érdemesítette arra, hogy a tagjuk lehessen, lelkileg összeomlott. Visszavonult, s alkotókedve is elapadt. Halálát dülmirigy-túltengés, húgyvérűség okozta.

## Mai értékelése
Scheiber Hugó a magyar avantgárd népszerű képviselője.
Életművének csúcsait kitűnő portréi (leginkább is kegyetlenül őszinte önarcképei) jelentik. A nagyvárosi élet, az urbánus lét forgatagát, fülledt atmoszféráját megelevenítő kompozíciói pedig valósággal kordokumentumok. Műveiben szinte képi kifejezésmódot nyer a dzsessz; bepillantást enged az éjszakai szórakozóhelyek, kabarék, dizőzök világába.
„Scheiber egy ikonikus figura volt az 1920-as, 30-as évek Budapestjén. Kortársai azt mondták, hogy ugyanúgy hozzá tartozik a városképhez, mint a Lánchíd vagy az Operaház. Mindenki ismerte őt.” – állítja monográfusa, Molnos Péter a Scheiber Hugó munkáinak szentelt könyvében.  
Az igazsághoz hozzátartozik, hogy bár Scheiber Hugó az aukciókon rendkívül jól teljesít, nemcsak Magyarországon, hanem külföldön is, munkásságával kapcsolatban a kritika nem igazán egységes. Többséginek mondható az a vélemény, hogy a festő legendásan könnyű kézzel megfestett oeuvre-jében egyaránt találhatók rutinból összecsapott, gyatra festmények és remekművek is.
P. Szűcs Julianna művészettörténész szerint Rejtő Jenő és Scheiber Hugó alkotói módszerében rokonvonások fedezhetőek fel. "Mindketten talmi anyaggal, olcsó témával, közönséges technikával ejtették foglyul a felszínesen polgárosodó, gyorsan civilizált és a tradicionális kultúrára fittyet hányó közönséget. Mindketten ezerszámra ontottak bóvlit, de álruhás remekműveket is."

## Galéria

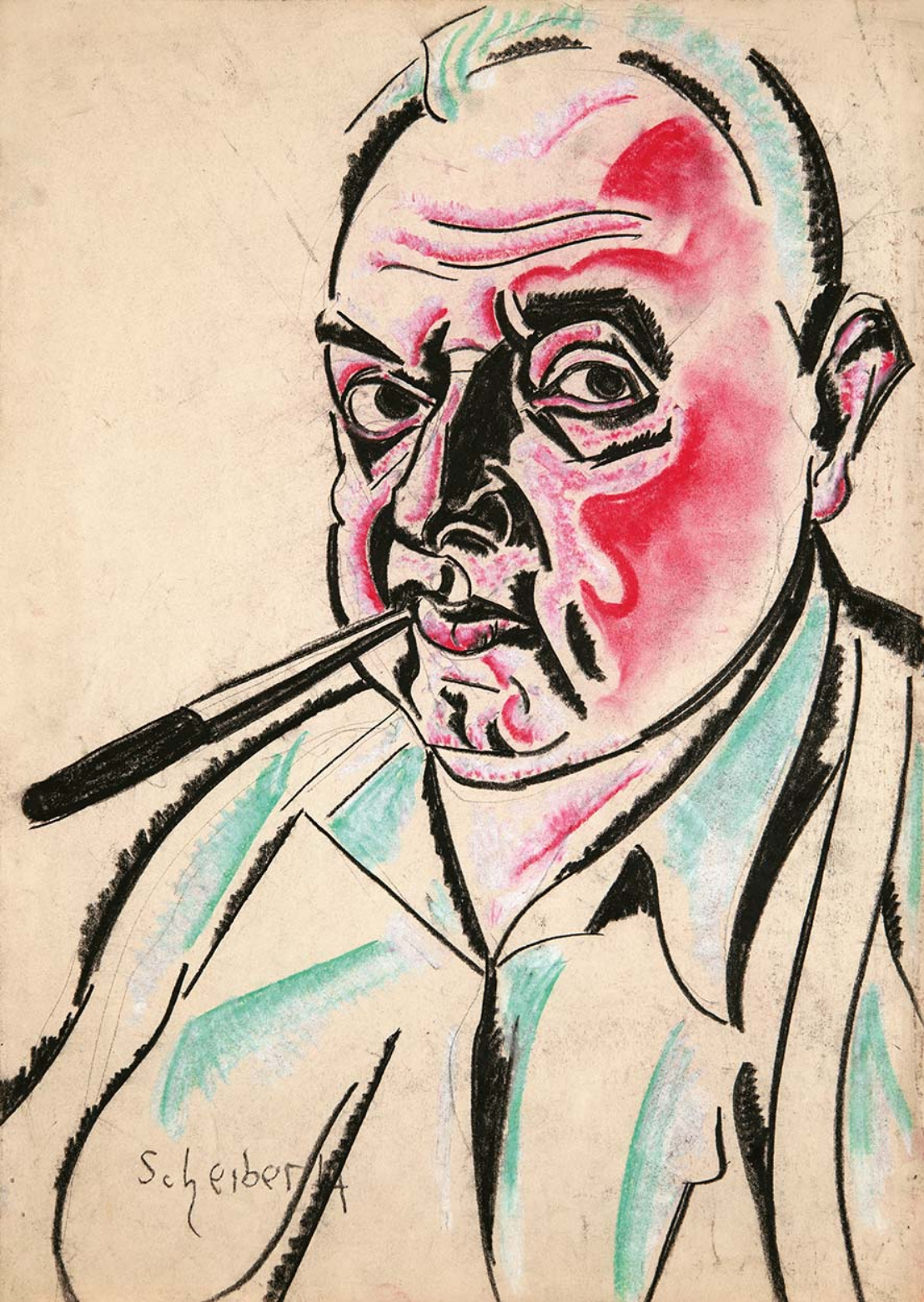
Önarckép
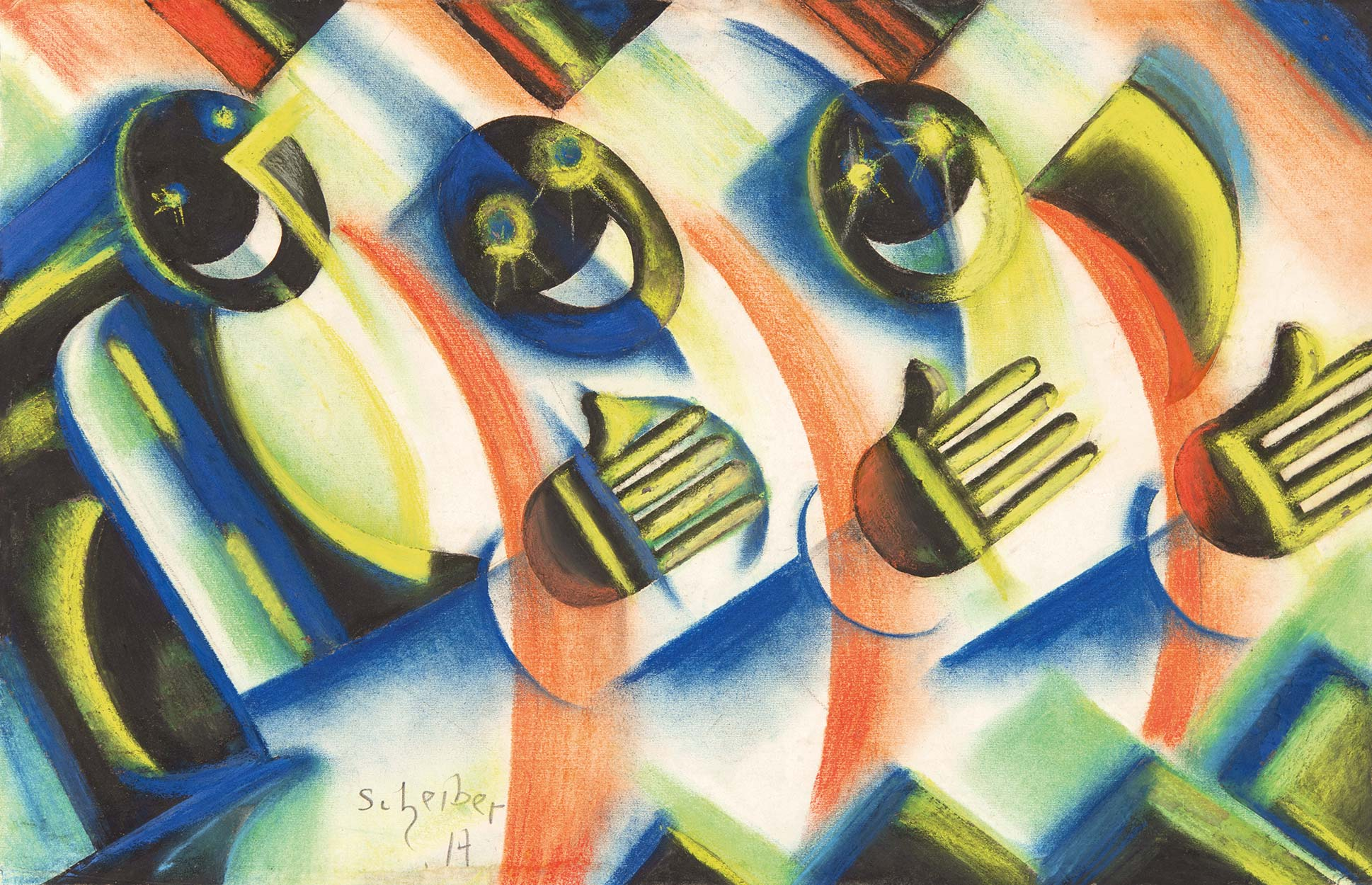
Jazzband
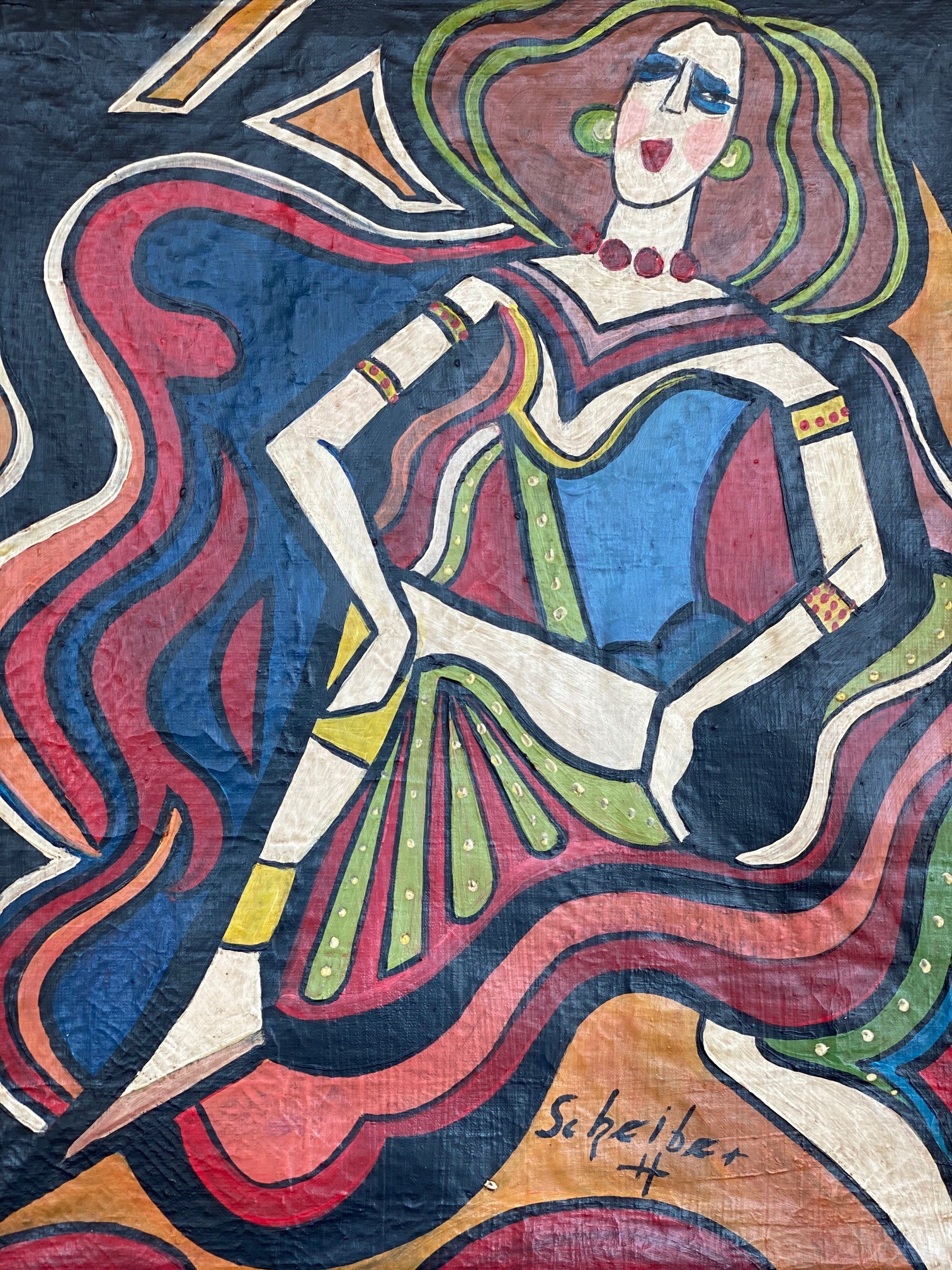
Táncosnő
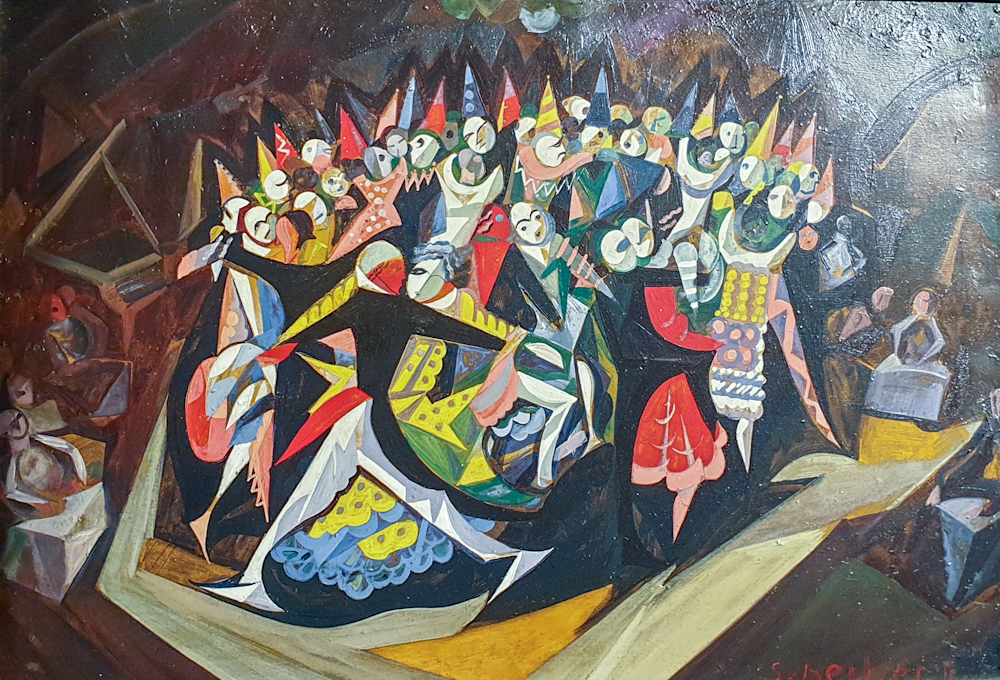
Karnevál
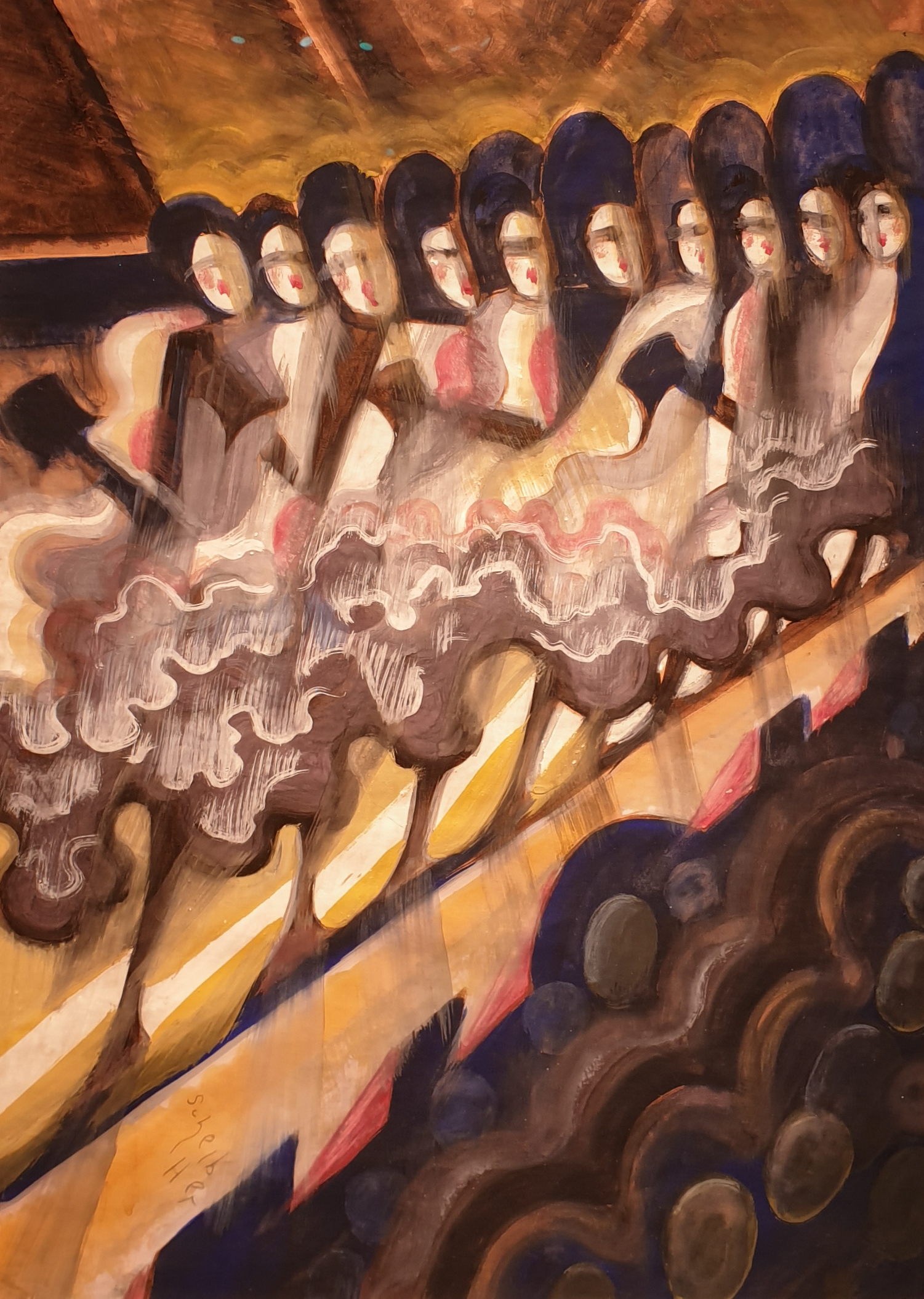
Kánkán
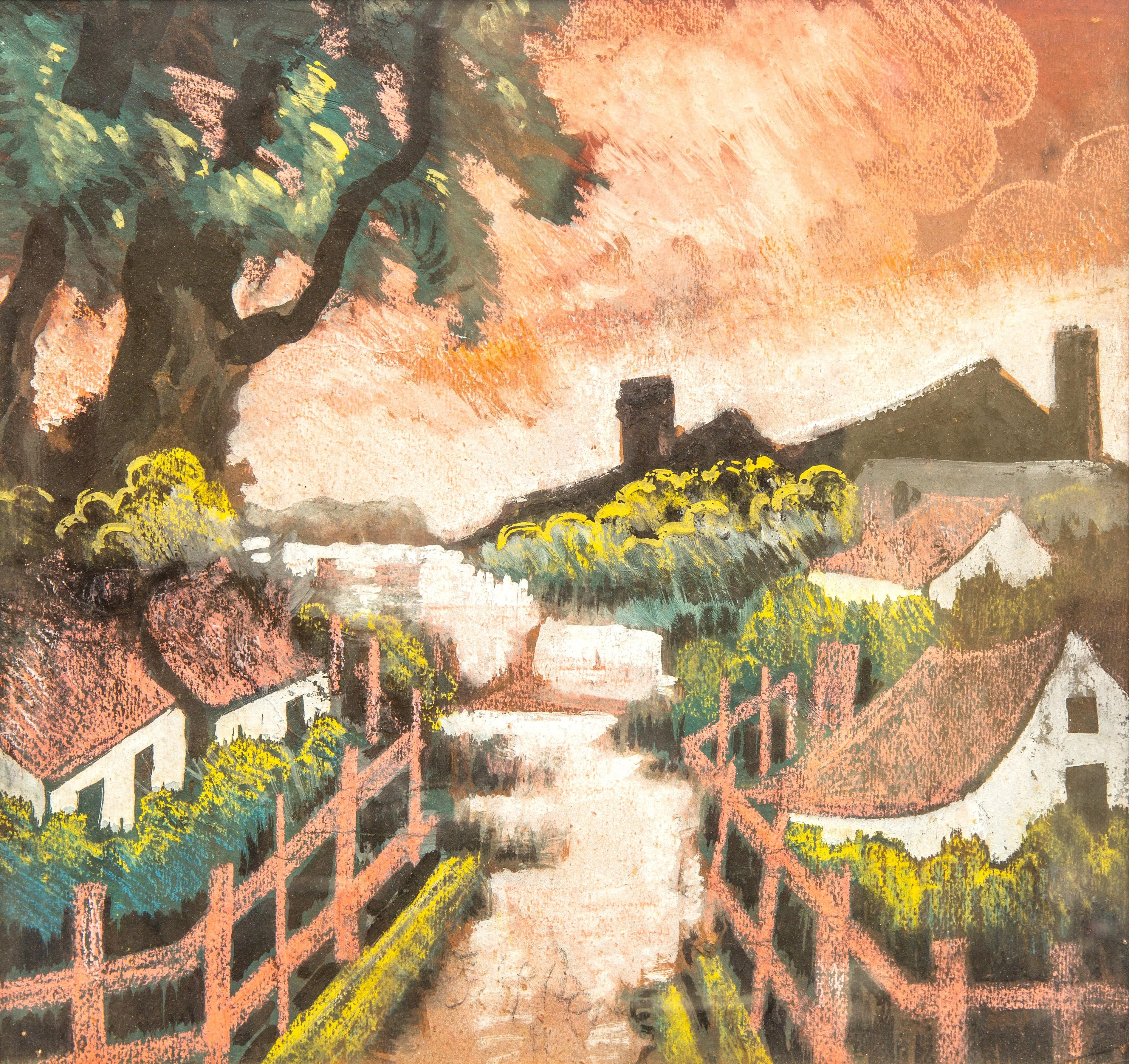
Falusi látkép
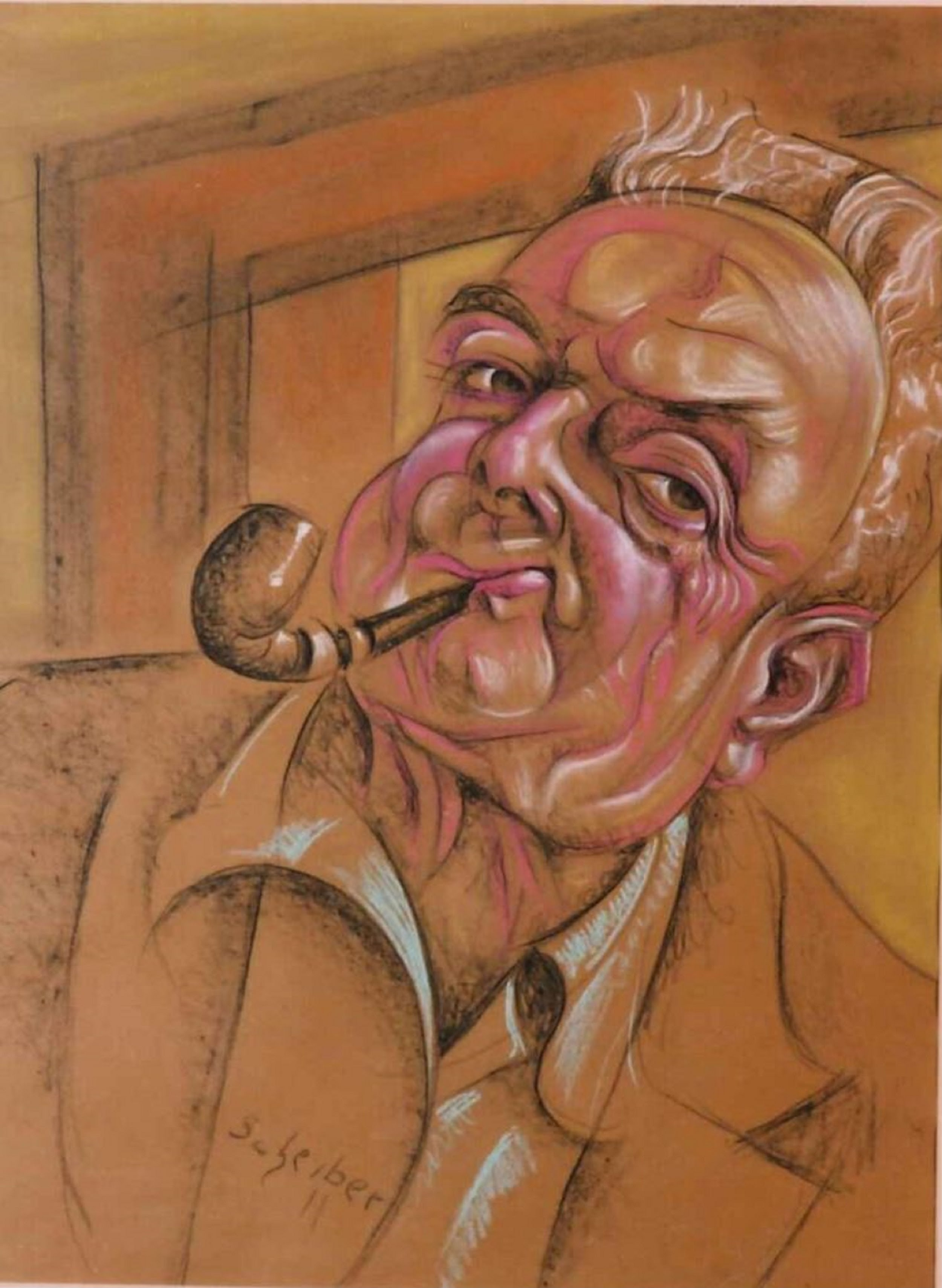
Önarckép
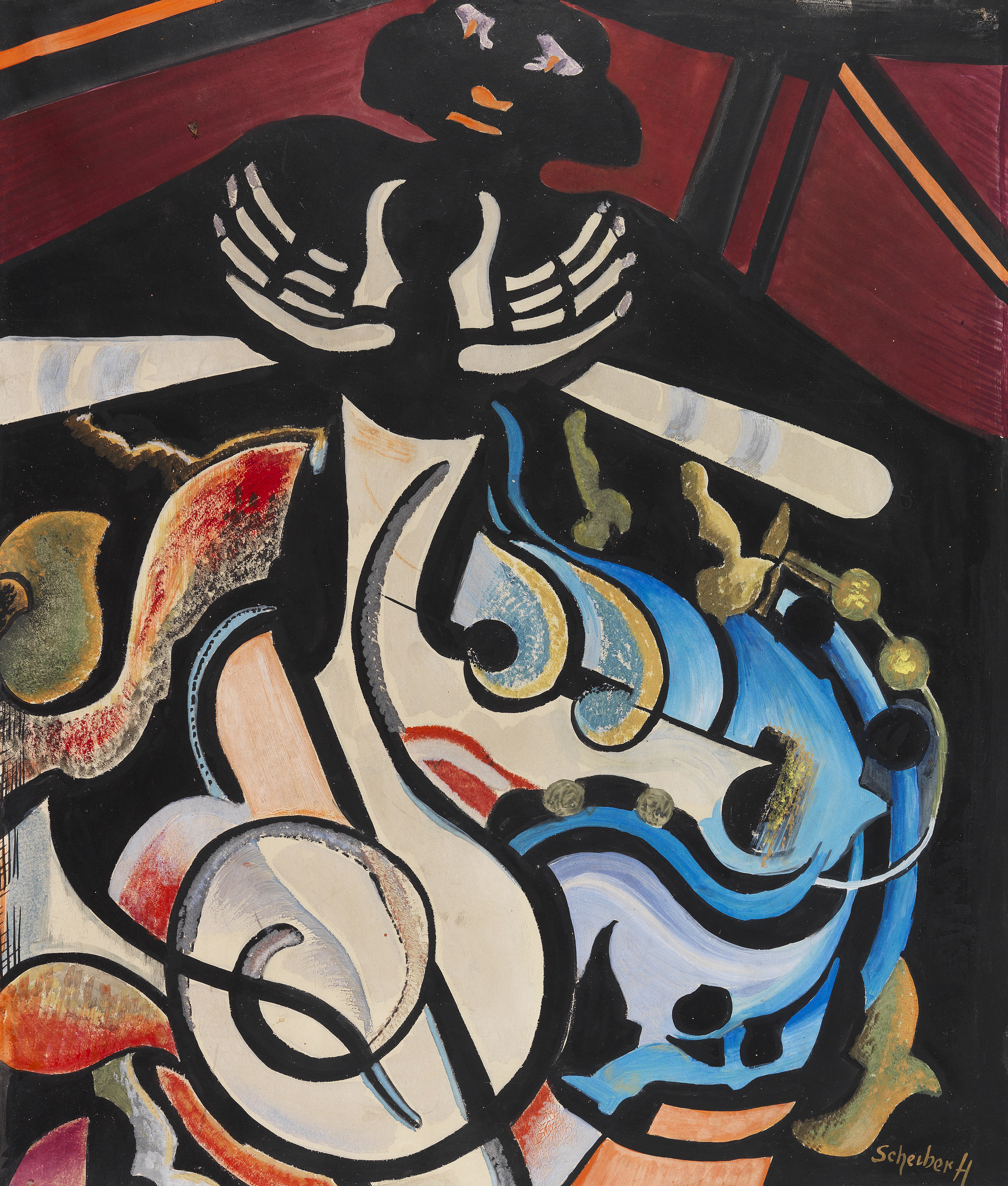
A karmester
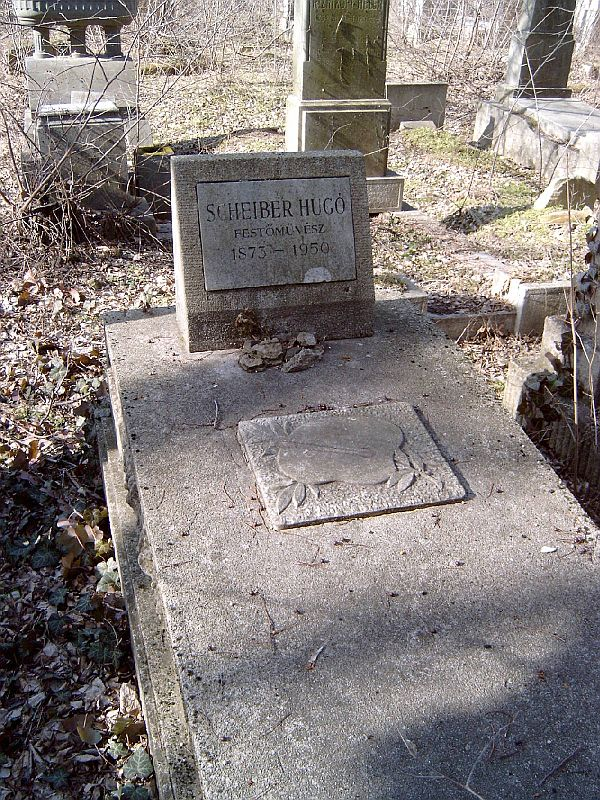
Scheiber Hugó sírja a Kozma utcai zsidó temetőben